# 自由發揮
自由發揮（英語：OneTwoFree），是台灣男子組合。由李伯恩、昌璟翔（阿達）組成。
團名來自一場無心插柳的誤會，起初製作人阿弟仔要他們自行取團名，於是他們就想了7個團名，包括「AB兄弟」、「大番薯與小葡萄」，最後一個伯恩則是寫下了「自由發揮」，要讓大家好好發揮創意去想，沒想到卻得到大家一致通過。
2015年10月14日，自由發揮成軍5年宣布畢業，並在台北舉辦感恩惜別餐會，「超KIANG」新歌加精選輯是歌壇最終作，以後不再推出音樂專輯，但強調是單飛不解散。

## 成員
| 姓名   | 藝名 | 出生日期      | 出身地 |
| ------ | ---- | ------------- | ------ |
| 李伯恩 | 伯恩 | 1981年6月15日 | 台北市 |
| 昌璟翔 | 阿達 | 1987年5月23日 | 高雄市 |

## 作品
- 書籍
  - 2010年12月8日，夜衝：說走就走，一起玩到天亮吧！ISBN 9-78-986617507-7[2]
- 唱片專輯
  - 2010年11月5日，《自由發揮》[3]
  - 2011年12月16日，《電影原聲帶》
  - 2013年3月15日，《跨出界》
  - 2015年10月16日，新歌加精選輯《超KIANG》[4]
- 戲劇作品
  - 電影《走出五月》（2011年）
  - 電影《變身 (台灣電影)》（2013年）飾演A片導演及員工
  - 電影《阿嬤的夢中情人》（2013年）
  - 電影《台北夜游團團轉》（2015年）
- 主持節目
  - 2011年4月《中視》〔全民藝起來〕
  - 2011年6月《中廣音樂網》 I 自由[5]
  - 2012年1月16日《三立》〔愛玩客〕
  - 2012年4月30日《壹電視綜合台》〔蘋果娛樂新聞〕
  - 2012年6月4日《三立》〔完全娛樂〕
  - 2012年9月20日《MTV》〔音樂i瞎佛〕
- 舞台劇
  - 2013年12月6日《自由發揮[跨出界]舞台劇:失憶男》（嘉賓-情歌女神 王心凌）
  - 2013年12月7日《自由發揮[跨出界]舞台劇:失憶男》（嘉賓-宅男女神 阿喜）
- 合作作品
  - 2013年2月25日《GYM》（與健身教練鄭多燕合作拍攝）

## 入圍與獲得獎項
- 2011年榮獲 第五屆 Freshmusic Award『最佳新團體』
- 2011年入圍 第22屆金曲獎『最佳音樂錄影帶獎』／死定了《自由發揮 首張同名專輯》
- 2011年榮獲 MTV封神榜音樂獎『2011 MTV十大人氣王』
- 2012年入圍 第23屆金曲獎『最佳演唱組合獎』／《電影原聲帶》
- 2013年榮獲 Hito流行音樂獎－『Hito潛力團體』
- 2013年入圍 第50屆金馬獎『最佳原創電影歌曲』／打電影 【電影：阿嬤的夢中情人】

## 外部連結
- 自由發揮Youtube頻道 （页面存档备份，存于）
- 自由發揮官方粉絲專頁 （页面存档备份，存于）